# Caconeura t-coerulea
Caconeura t-coerulea – gatunek ważki z rodziny pióronogowatych (Platycnemididae). Występuje w Ghatach Zachodnich w stanie Tamilnadu w południowo-zachodnich Indiach.